# Tess de Vries
Tess de Vries (Klazienaveen, 21 maart 2001) is een Nederlands volleybalspeelster. De Vries kwam in Nederland uit voor Talentteam Papendal, Alterno en VV Apollo 8. Sinds 2022 komt De Vries uit voor VC Zwolle.

## Carrière
De Vries begon met volleyballen bij Tjoba uit haar geboorteplaats Klazienaveen. Ze werd vervolgens opgepikt door Talentteam Papendal, waar ze twee jaar deel van uitmaakte. In 2018 maakte ze de overstap naar Alterno uit Apeldoorn. Een jaar later maakte De Vries een transfer naar competitiegenoot VV Apollo 8. Met deze club wist ze zich in 2022 te plaatsen voor de bekerfinale. In deze finale werd VCN uit Capelle aan den IJssel met 3-1 verslagen. Na afloop van het seizoen maakte De Vries de overstap naar VC Zwolle. Hier concurreerde ze met Nicole van de Vosse om een plek in het basisteam. Op 16 april 2024 maakte VC Zwolle bekend dat De Vries heeft besloten te stoppen met topvolleybal.

## Awards
Clubverband
- Nederlandse Beker 1×